# Moussa Yeo
Moussa Kounfolo Yeo (Bamako, 1º giugno 2004) è un calciatore maliano, centrocampista del Salisburgo.

## Caratteristiche tecniche
È un centrocampista offensivo.

## Carriera

### Club
È cresciuto nel settore giovanile del Guidars, in Mali. Il 7 agosto 2022 è stato acquistato dal Salisburgo, con cui ha firmato un contratto di cinque anni venendo contestualmente assegnato al Liefering. Ha debuttato due settimane più tardi nell'incontro di 2. Liga perso 1-0 contro l'Amstetten ed il 4 giugno ha segnato il suo primo gol nel successo per 5-0 sull'Austria Vienna II.
Il 12 maggio 2023 ha fatto il suo esordio con il Salisburgo nella partita di Bundesliga vinta 5-1 contro l'Hartberg ed a partite dalla stagione successiva è stato definitivamente promosso in prima squadra. Il 10 agosto 2024 ha segnato il suo primo gol con i biancorossi nell'incontro vinto 5-1 contro il Blau-Weiß Linz e si è ripetuto anche nelle successive due partite contro Twente nei preliminari di Champions League e LASK in campionato.

### Nazionale
Ha giocato con la nazionale maliana Under-20.

## Statistiche

### Presenze e reti nei club
Statistiche aggiornate al 27 aprile 2025.
| Stagione          | Squadra           | Campionato        | Campionato | Campionato | Coppe nazionali | Coppe nazionali | Coppe nazionali | Coppe continentali | Coppe continentali | Coppe continentali | Altre coppe | Altre coppe | Altre coppe | Totale | Totale | Totale |
| Stagione          | Squadra           | Comp              | Pres       | Reti       | Comp            | Pres            | Reti            | Comp               | Pres               | Reti               | Comp        | Pres        | Reti        | Pres   | Reti   |        |
| ----------------- | ----------------- | ----------------- | ---------- | ---------- | --------------- | --------------- | --------------- | ------------------ | ------------------ | ------------------ | ----------- | ----------- | ----------- | ------ | ------ | ------ |
| 2022-2023         | Liefering         | 2L                | 18         | 1          | -               | -               | -               | -                  | -                  | -                  | -           | -           | -           | 18     | 1      |        |
| 2023-2024         | Liefering         | 2L                | 15         | 5          | -               | -               | -               | -                  | -                  | -                  | -           | -           | -           | 15     | 5      |        |
| Totale Liefering  | Totale Liefering  | Totale Liefering  | 33         | 6          |                 | -               | -               |                    | -                  | -                  |             | -           | -           | 33     | 6      |        |
| 2023-2024         | Salisburgo        | BL                | 1          | 0          | CA              | 0               | 0               | UCL                | 0                  | 0                  | -           | -           | -           | 1      | 0      |        |
| 2024-2025         | Salisburgo        | BL                | 22         | 5          | CA              | 3               | 0               | UCL                | 10                 | 1                  | Cmc         | -           | -           | 35     | 6      |        |
| Totale Salisburgo | Totale Salisburgo | Totale Salisburgo | 23         | 5          |                 | 3               | 0               |                    | 10                 | 1                  |             | -           | -           | 36     | 6      |        |
| Totale carriera   | Totale carriera   | Totale carriera   | 56         | 11         |                 | 3               | 0               |                    | 10                 | 1                  |             | -           | -           | 69     | 12     |        |